# هانز مارشال
هانز مارشال (بالألمانية: Hans Marschall ) (و. 1913 – 1986 م) هو فيزيائي، وأستاذ جامعي من ألمانيا .
توفي في فرايبورغ ، عن عمر يناهز 73 عاماً.

## مناصب وهيئات
أدار جامعة فرايبورغ.